# Pynthanosis robustaria
Pynthanosis robustaria là một loài bướm đêm trong họ Geometridae.